# San Rafael de El Moján
San Rafael de El Moján, también conocida como El Moján, es una ciudad venezolana ubicada a 41 km de Maracaibo —capital de estado— y a 30 km de la frontera con Colombia. Es la capital del Municipio Mara, creado en 1872.

## Historia
Su origen se remonta al año 1832, cuando todavía era una parroquia de la entonces provincia de Maracaibo. Algunos autores consideran que el nombre oficial San Rafael de El Moján data de 1841.[cita requerida]
Los primeros pobladores de la región fueron los indios paraujanos. Según las leyendas locales, entre los paraujanos vivió un reconocido curandero o piache llamado «Mohán», cuya fama y conocimientos eran tan grandes que indígenas de lugares remotos, como los Andes y otras regiones, acudían a consultarlo. Otras versiones aseguran que incluso los conquistadores que llegaron a estas tierras se trataron con el piache «Mohán», un curandero de la zona. Con el paso del tiempo, la pronunciación de «Mohán» evolucionó hasta convertirse en «Moján».
Formalmente hablando, algunos escritos señalan que «Mohán» era un nombre genérico utilizado para designar a todos los curanderos de la región. Esta afirmación fue recogida por el diario marabino «La Verdad», que en la página A4 de su edición del 6 de septiembre de 2009 expresó lo siguiente: «Los "mohanes" eran unos curanderos con prácticas de brujos que hacían las veces de médicos cuando llegaron los españoles. En nuestro lago de Maracaibo hubo uno que gozó de tanta fama, tanto es así, que las tribus vecinas acudían a él. Este señor vivía en un palafito y por su nombre fue bautizado el sitio: "El Moján". Y todavía así se conoce a la capital del municipio Mara».
San Rafael Arcángel es el patrono de la población, razón por la cual el nombre completo del pueblo es San Rafael de El Moján. El gentilicio de sus habitantes es «mojanero», aunque en menor medida también se utiliza el término «mojanense». Por encontrarse dentro del Municipio Mara, al «mojanero» también se le conoce como «marense».
El territorio que hoy conforma «San Rafael de El Moján» estuvo originalmente compuesto por posesiones otorgadas mediante Real Cédula para la cría de chivos y la siembra de cocos. Con el tiempo, comenzaron a construirse viviendas a lo largo de lo que hoy se conoce como la calle Bolívar, también identificada como Avenida 2.

## Economía y geografía
San Rafael de El Moján es un punto comercial estratégico en el que confluyen las carreteras que conectan la Península de La Guajira con Maracaibo, capital del estado Zulia. Además, cuenta con un pequeño puerto desde donde parten embarcaciones hacia la San Carlos, Zapara e Isla de Toas.
Por su ubicación geográfica y su tradición como pueblo de navegantes y pescadores, parte de su economía se ha basado históricamente en la pesca. En honor a esta actividad se construyó la plaza «El Marino», presidida por una estatua de un marino al timón de un barco, símbolo de la relevancia del Lago de Maracaibo y de la pesca en la vida local. A unos 200 metros de allí se encuentra la plaza «El Hacha», edificada como homenaje a quienes se dedicaban al comercio del mangle, materia prima fundamental en la construcción de los palafitos característicos de la región.
El clima de la zona, junto con la disponibilidad de mano de obra, convierte a San Rafael de El Moján en un área propicia para el cultivo de uva, mango, guayaba, zapote y níspero. Esta condición ha favorecido la instalación de centros procesadores de pulpa de fruta en las afueras del poblado.
También destacan en su economía la ganadería menor y la actividad petrolera. El Mercado de las Guajiras constituye un importante punto comercial, donde se ofrece mercancía importada desde Colombia.
En el ámbito étnico, resalta la presencia de la comunidad paraujana (o añú), históricamente asentada en las playas y riberas de la zona, así como de la etnia wayúu, el grupo indígena más numeroso de Venezuela. La localidad posee médanos ubicados a escasos 100 metros de las orillas del Lago de Maracaibo, formados hace siglos por los vientos provenientes del norte[cita requerida]. Durante la década de 1980, el pueblo fue un punto de referencia turística gracias a los balnearios «Los Villalobos» y «Punta de Reina»; sin embargo, la creciente contaminación del lago ha alejado a los visitantes, quienes ahora prefieren destinos dentro del Municipio Guajira.

## Infraestructura
El poblado, cuyos habitantes profesan principalmente la religión católica, posee entre sus construcciones emblemáticas la iglesia San Rafael Arcángel, donde se venera con devoción tanto a este santo como a la reliquia de la Virgen del Carmen. En el año 2022 se celebraron los 150 años de su llegada a tierras mojaneras, ocurrida en 1872. Esta edificación fue decretada por la alcaldía de Mara como monumento histórico y posee imágenes plasmadas por el artista Castor Emilio Almarza.
La edificación otorga prestancia a la Plaza Bolívar, coronada por un enorme busto de Simón Bolívar, diseñado y construido por el escultor José Nicanor Fajardo, una de las principales insignias culturales del poblado. Otra construcción destacada en la infraestructura local es el Colegio Nuestra Señora del Carmen, fundado en la década de 1950, y que ha formado a miles de lugareños y foráneos.
Otros lugares de relevancia son el Concejo Municipal y el moderno Teatro Municipal Castor Emilio Almarza.

## Plazas de El Moján
San Rafael de El Moján cuenta con una variedad de plazas y parques que reflejan su historia, cultura, espiritualidad y vida comunitaria. A continuación se describen las más destacadas:
- Plaza El Ángel o Plaza San Rafael Arcángel: ubicada en la calle 24, frente al antiguo cementerio, está dedicada al patrón del pueblo, San Rafael Arcángel.

- Plaza Rafael Urdaneta: también situada en la calle 24, rinde homenaje al prócer zuliano Rafael Urdaneta, figura clave en la independencia de Venezuela.

- Plaza Bolívar: se encuentra frente a la iglesia San Rafael Arcángel, y está coronada por un busto monumental de Simón Bolívar, obra del escultor José Nicanor Fajardo. Es una de las principales insignias culturales del pueblo.

- Plaza El Marino: ubicada a unos 50 metros de la Alcaldía de Mara, está presidida por una estatua de un marino al timón de un barco, representando la importancia del Lago de Maracaibo y la pesca en la vida de los mojaneros.

- Plaza El Hacha: construida en homenaje a los trabajadores del comercio del mangle, materia prima esencial en la construcción de los palafitos tradicionales.

- Plaza de la Cruz o Plaza del Calvario: muestra una cruz dentro de un sol radiante que muchos interpretan como un timón, en alusión a los pescadores y lancheros de la zona.

- Plaza Don José Ríos Devis: dedicada a un personaje notable de la historia local.

- Parque Infantil El Uveral: espacio recreativo destinado al esparcimiento de los niños del sector El Uveral.

- Parque Infantil La Redoma: parque infantil que sirve como punto de encuentro y recreación para la comunidad.

- Parque Infantil Nazareth: área de juegos para niños ubicada en la comunidad del mismo nombre.

- Parque Infantil Las Cabimas: parque infantil diseñado para el disfrute de los niños del sector Las Cabimas.

Estas plazas y parques forman parte del diseño urbano e identidad social de San Rafael de El Moján, y han sido considerados en propuestas académicas para el desarrollo del paseo costanero y el mejoramiento del espacio público.

## Cultura
San Rafael de El Moján ha sido la cuna de destacados intérpretes y compositores como Roque Atencio, Gualberto Gutiérrez Pirela, Betulio Medina, Rosalino «Shalo», Lexia Nucette y Pedro Palmar. También ha dado origen a pintorescos personajes populares incrustados en la cultura local, como «Faña», «Cholo» y «Pildorín».
Musicalmente, el pueblo ha sido testigo del surgimiento de excelentes agrupaciones de Gaita Zuliana, como Ritmo y Tradición y Caballeros de la Gaita. Gracias a su mezcla de culturas, etnias y razas, San Rafael de El Moján es una fuente inagotable de expresiones musicales, destacándose, además de la gaita, géneros como la Contradanza, la Décima y el Bambuco.
Un fiel exponente de la cultura marense fue Víctor Alvarado, oriundo del municipio Almirante Padilla, aunque para la fecha de su nacimiento, Padilla aún pertenecía al Municipio Mara. Otro de los grupos musicales de gran relevancia fue el Conjunto Palmarital, que desempeñó un papel importante en el desarrollo cultural del pueblo. Este conjunto se destacó por su estilo propio y por su interpretación de la música zuliana, bajo la dirección de Ángel «El Buey» Quintero, maestro del arpa.
Otra manifestación musical profundamente arraigada en la localidad es la guaracha, también conocida como Raspacanilla. Agrupaciones como «Caliente», «Palacio», «Selección Mara», «La Cuarta Estrella», «Grupo Fuego» y otras se destacaron en este ritmo. Entre los músicos y artistas más notables vinculados a estos conjuntos figuran «Censo» Padrón, Elias Morán, Argenis Ordóñez, Neuman Chacín, José «Palacio» González, Cervando Ríos, Alexis «Pusuria» González y Freddy «La Cotorra» Paz.

## Polémica en el nombre
Durante años se ha escrito y pronunciado incorrectamente el nombre de San Rafael de El Moján.
Es común encontrar, incluso en comunicados y anuncios oficiales, la forma San Rafael del Moján, la cual es incorrecta, ya que representa una contracción indebida de las palabras de y El. Por tanto, debe evitarse su uso y respetarse la forma original y correcta: San Rafael de El Moján.